# Turośl (wieś w województwie podlaskim)
Turośl – wieś kurpiowska w Polsce położona w województwie podlaskim, w powiecie kolneńskim, siedziba gminy Turośl.

## Położenie
Turośl leży na historycznym Mazowszu, w dawnej ziemi łomżyńskiej.

### Podział administracyjny
| SIMC    | Nazwa    | Rodzaj    |
| ------- | -------- | --------- |
| 0409456 | Bączki   | część wsi |
| 0409462 | Jesionki | część wsi |
| 0409479 | Pieklik  | część wsi |

W latach 1975–1998 miejscowość położona była w województwie łomżyńskim.

## Środowisko naturalne
Turośl leży na skraju Puszczy Zielonej.
Najważniejszym ciekiem wodnym jest Kanał Turośl, który wpływa do Pisy ok. 4 kilometry na południowy wschód.

## Historia
Osady na obrzeżu Puszczy Zielonej zaczęto zakładać około połowy XVII wieku. Wieś Turośl powstała pod koniec wieku XVIII na miejscu osady leśniczego zlokalizowanej nad rzeką Turoślanką. Przez dłuższy czas tereny dzisiejszej gminy były zastrzeżone do wyłącznej dyspozycji książąt mazowieckich (zagajone) - stąd pierwotna nazwa tej części puszczy brzmiała Zagajnica. Mieszkańcy tej miejscowości zajmowali się łowiectwem, pszczelarstwem, wytapianiem smoły, rudy darniowej i obróbką drewna. W okolicach kopano także bursztyn. 
W 1805 staraniem Michała Szaniawskiego wybudowano na wzgórzu kościół filialny, a okoliczni gospodarze zobowiązali się m.in. wybudować plebanię i utrzymywać duchownego. W 1819 Turośl liczyła 20 mieszkańców (w tym nadleśniczy, podleśny, komornik i kapelan), zaś w 1827 – 3 domostwa i 21 mieszkańców. Pod koniec XIX wieku w Turośli był nowy kościół parafialny, sąd gminny i urząd gminy oraz szkoła początkowa.
Z biegiem lat miejscowość przekształciła się w osadę rolniczą.
W latach 1921–1939 wieś leżała w województwie białostockim, w powiecie kolneńskim (od 1932 w powiecie ostrołęckim), w gminie Turośl.
Według Powszechnego Spisu Ludności z 1921 roku wieś zamieszkiwało 77 osób, 75 było wyznania rzymskokatolickiego a 2 mojżeszowego. Jednocześnie wszyscy mieszkańcy zadeklarowali polską przynależność narodową. Było tu 14 budynków mieszkalnych. Podlegała pod Sąd Grodzki w Kolnie i Okręgowy w Łomży. Mieścił się tu urząd pocztowy.
W 1924 roku, w związku z brutalną akcją ściągania zaległości podatkowych, ludność miejscowości przepędziła wójta, zniszczyła akta podatkowe i rozbroiła posterunek policji.
W wyniku agresji Niemiec we wrześniu 1939, miejscowość znalazła się pod okupacją i do stycznia 1945 była przyłączona do III Rzeszy i znalazła się w strukturach Landkreis Scharfenwiese (ostrołęcki) w rejencji ciechanowskiej (Regierungsbezirk Zichenau) Prus Wschodnich.

## Demografia
- 1819 − 20[5]
- 1827 − 21[5]
- 1921 − 77[10]
- 2019 − 660[14]
- 2021 − 684[1]

## Polityka
Miejscowość jest siedzibą gminy Turośl.

## Transport
Przez miejscowość przebiega droga wojewódzka nr 647, przy skrzyżowaniu z lokalnymi drogami.
Niegdyś istniał przystanek kolejowy Turośl na zlikwidowanej wąskotorowej linii kolejowej Myszyniec – Kolno.

## Architektura
Rejestr Narodowego Instytutu Dziedzictwa wymienia dwa zabytki:
- drewniany kościół parafialny pw. św. Jana Chrzciciela, z 1870-1871[8][b] lub 1873[5], nr rej.: 83 z 5 lipca 1980[15], odrestaurowany w latach 1946-1947[9]
- drewniana kaplica cmentarna z 1811, wzniesiona przez nadleśniczego Michała Szaniawskiego, nr rej.: A-522 z 25 listopada 1994[15][9]

Ponadto zabytkowy charakter mają:
- drewniana dzwonnica konstrukcji słupowej z przełomu XIX i XX wieku[8]
- wiatrak-koźlak z 3. ćw. XIX w., przeniesiony w 1983 z Radziszewa-Króli, siedziba Izby Regionalnej[8]
- drewniana plebania z 1911[9]
- cmentarne ogrodzenie z bramą z 4 ćw. XIX w.[9]

W miejscowości zachowały się także drewniane chaty z pocz. XX wieku (nr 27 i nr 29) oraz z lat 20. XX wieku (nr 33, 34, 44), drewniany spichlerz z tego samego okresu, a także sztuka ludowa Kurpiów.

## Oświata i nauka
W miejscowości znajduje się szkoła podstawowa im. ks. Jana Twardowskiego.

## Turystyka
Przez miejscowość przebiega czerwony szlak pieszy.

## Religia
W miejscowości znajduje się siedziba parafii św. Jana Chrzciciela. W strukturze kościoła rzymskokatolickiego parafia należy do metropolii białostockiej, diecezji łomżyńskiej, dekanatu Kolno.

## Galeria

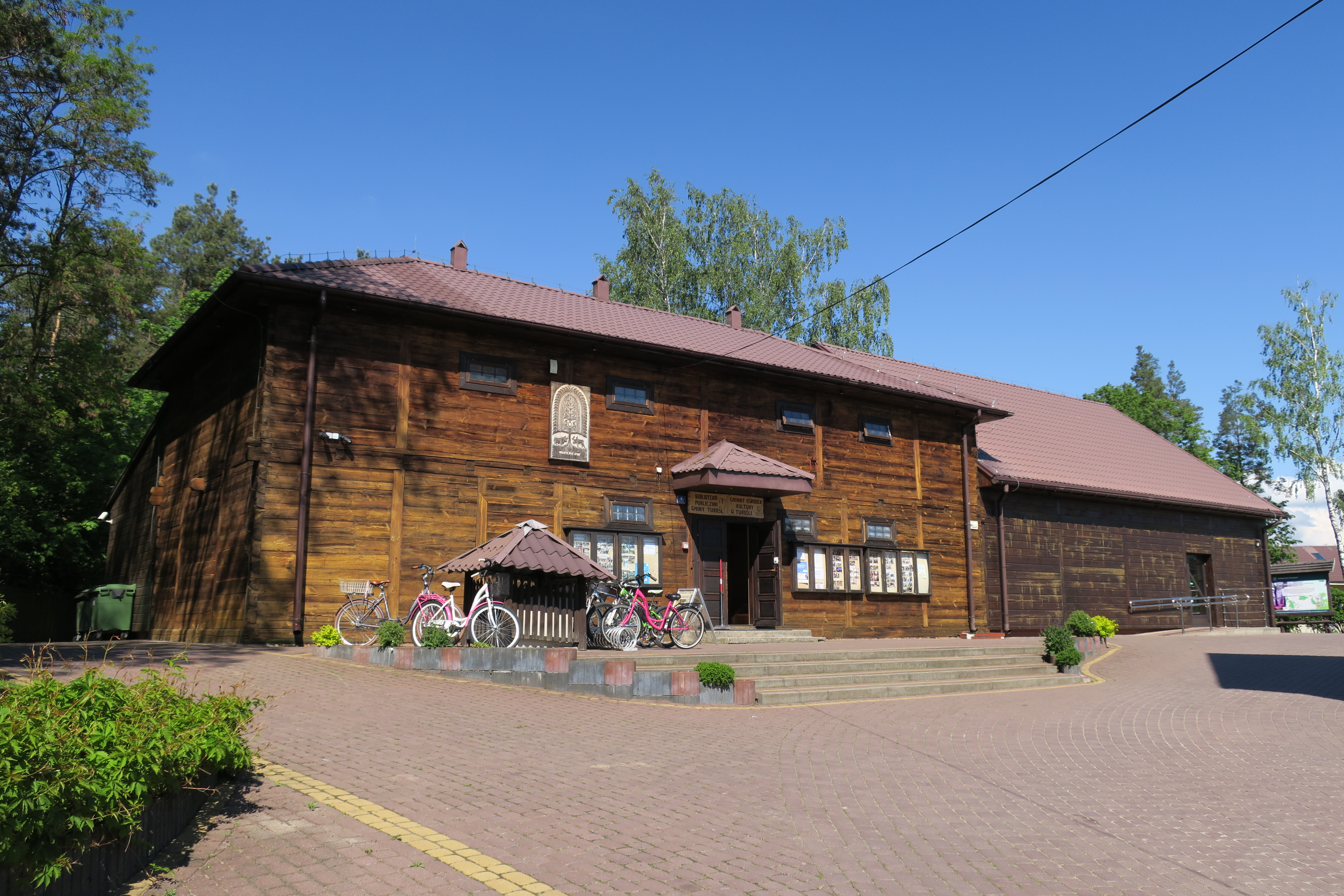
Gminny Ośrodek Kultury oraz Biblioteka Publiczna
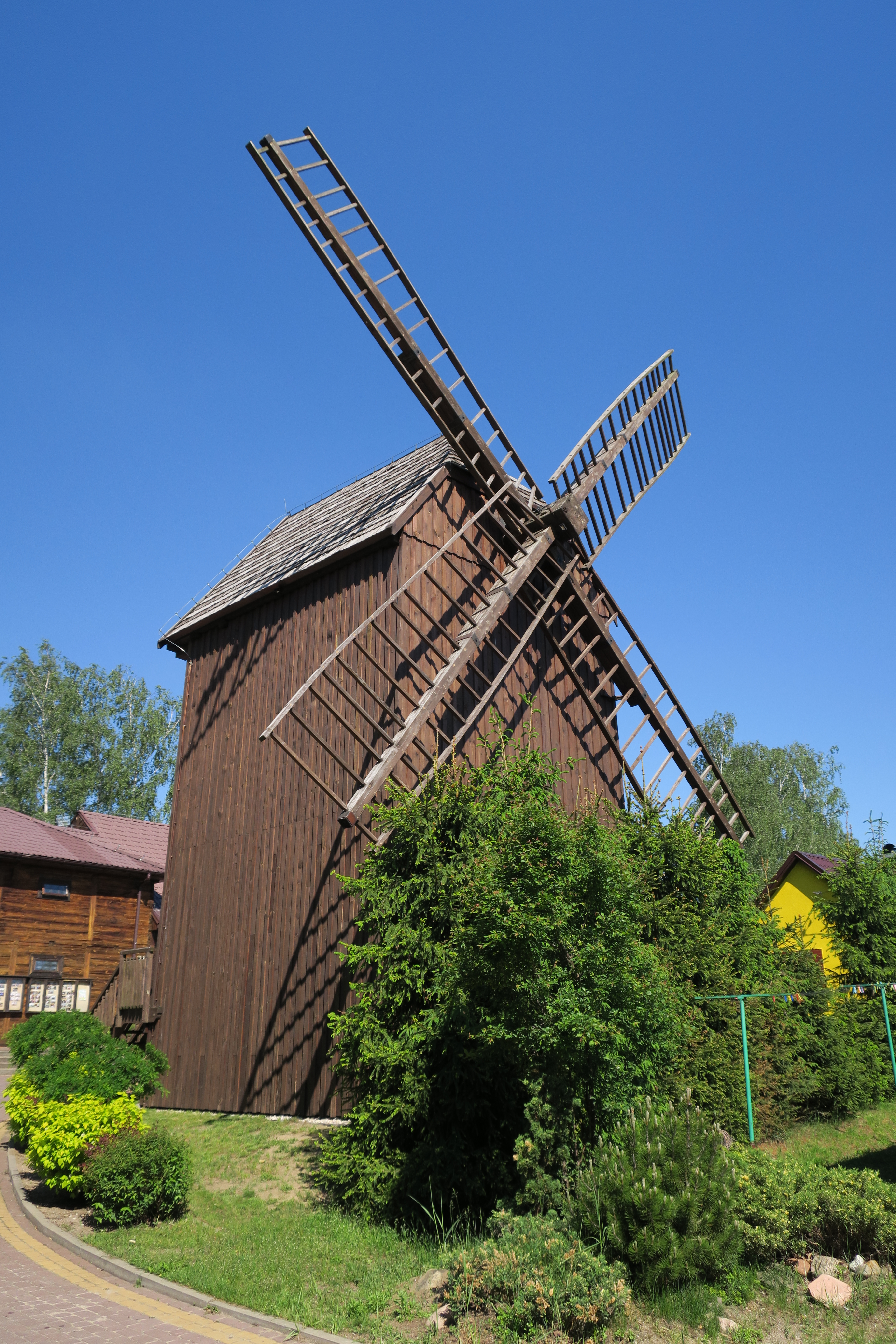
Odrestaurowany drewniany wiatrak
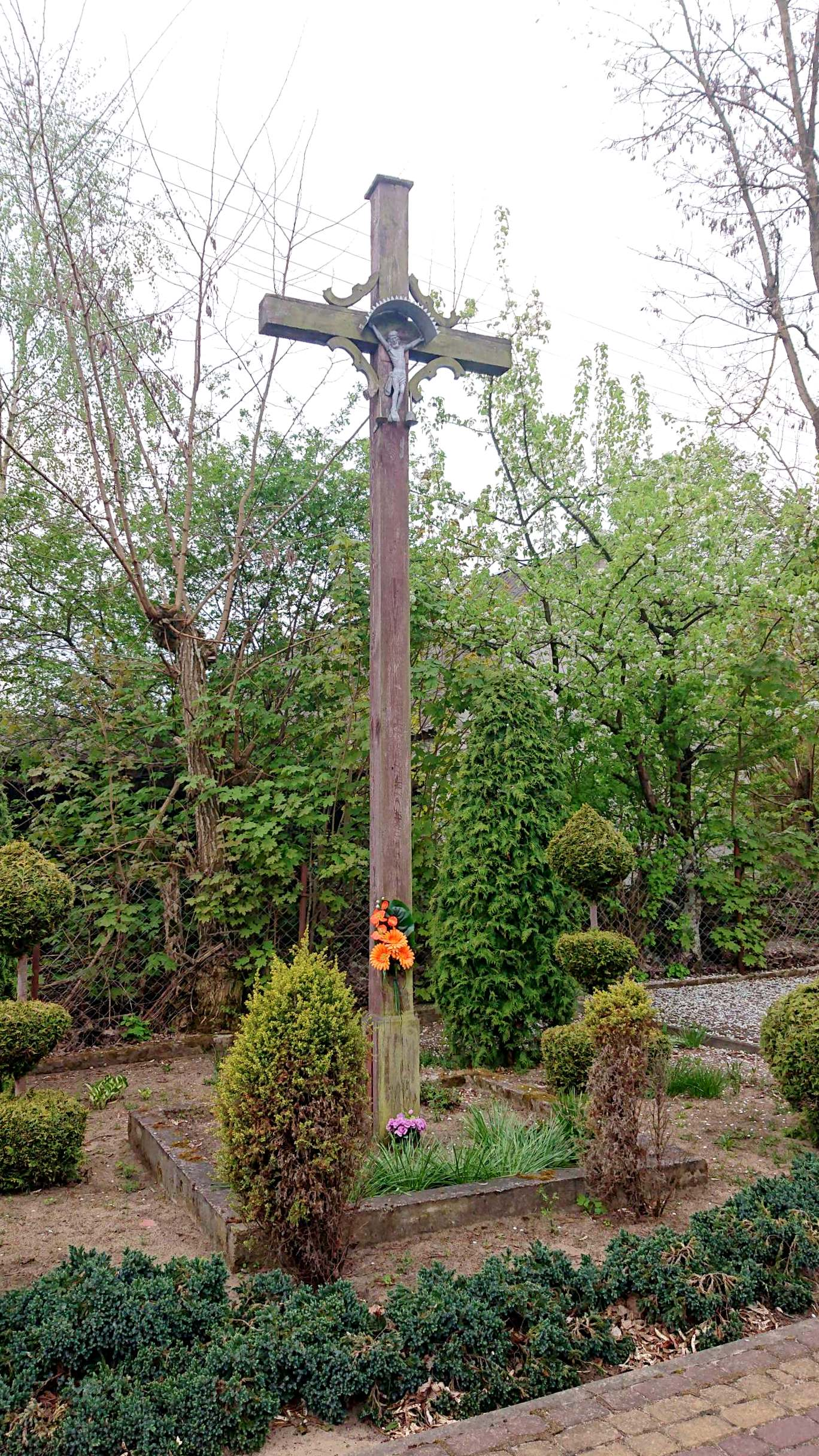
Krzyż przy Gminnym Ośrodku Kultury
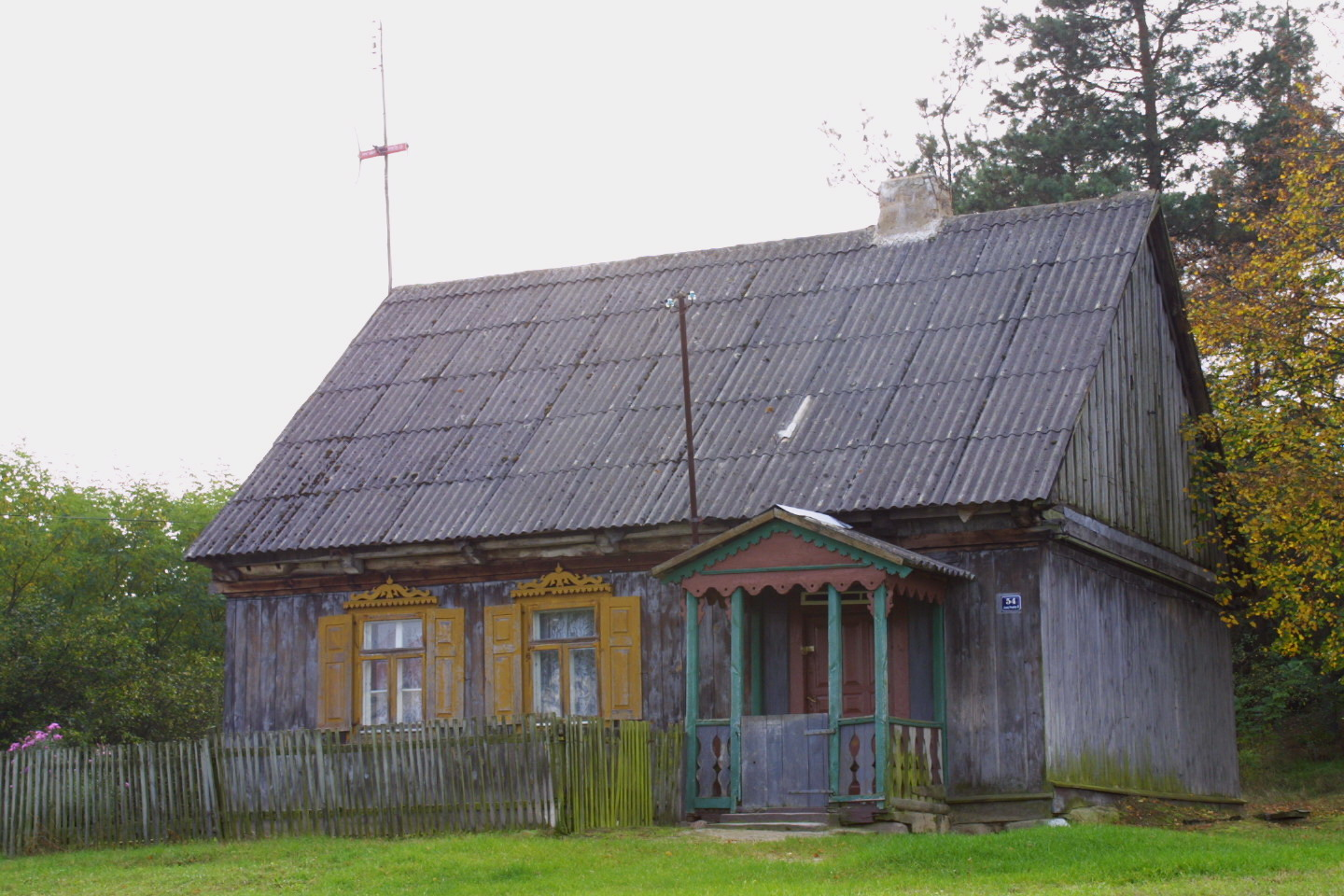
Dom w stylu kurpiowskim
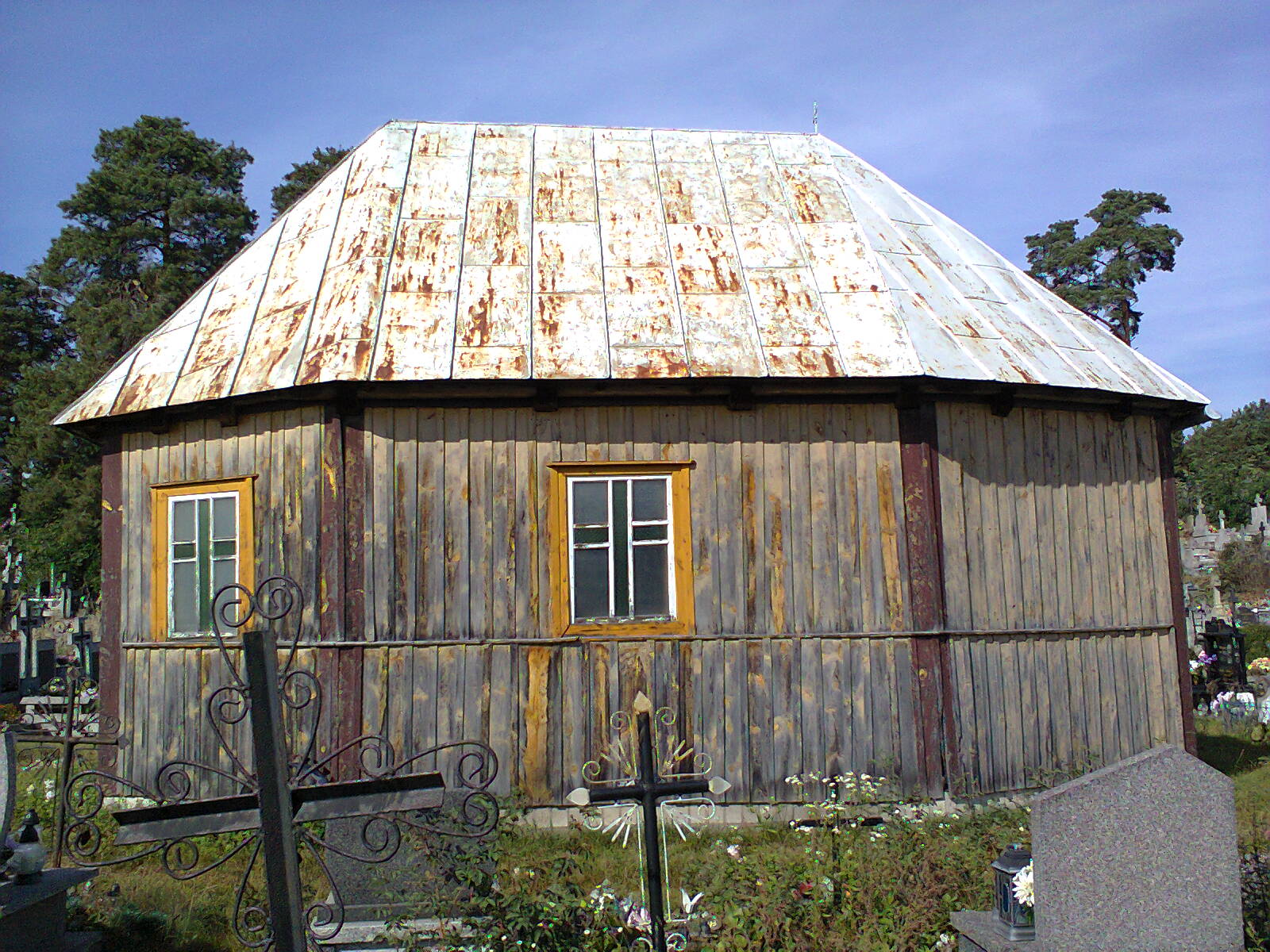
Kaplica cmentarna